# Guy Wilks
Guy Wilks (Darlington, 22 januari 1981) is een Brits rallyrijder.

## Carrière
Guy Wilks debuteerde in 2000 in de rallysport. Dat jaar won hij gelijk de lokale Ford Ka competitie en promoveerde voor 2001 naar een 1400cc Ford Puma, waarmee hij in het desbetreffende kampioenschap dit keer als tweede eindigde. Het jaar daarop ging hij rijden in de Super 1600 versie van de Puma, waarmee hij vijfde eindigde in het Brits rallykampioenschap en derde in zijn categorie.
Wilks ging vervolgens in het seizoen 2003 rijden in het Junior World Rally Championship in het Wereldkampioenschap Rally. In zijn klasse behaalde hij dat jaar twee podium resultaten en eindigde het seizoen als zevende in het kampioenschap. Voor 2004 stapte hij over naar een fabrieksingeschreven Suzuki. Over het tijdsbestek van drie jaar won hij vijf keer in zijn klasse en eindigde hij in 2004 als derde en in 2005 als runner-up in het kampioenschap. In het laatstgenoemde jaar won hij ook de Britse Super 1600 en junioren titel. Wilks werd na het seizoen 2006 uit het team van Suzuki gezet, die zich namelijk gingen focussen op de ontwikkeling van een World Rally Car. Wilks maakte op zijn beurt de overstap naar een privé-ingeschreven Ford Focus RS WRC, waarmee hij een gedeeld programma afwerkte in het WK. Hij behaalde een aantal top tien resultaten, maar zijn beste resultaat zette hij neer achter het stuur van een Subaru Impreza WRC, met een zesde plaats in Ierland, waarmee hij voor het eerst naar WK-kampioenschapspunten greep. In 2007 en 2008 schreef hij met een Groep N Mitsubishi Lancer tevens de Britse rally-titel op zijn naam.

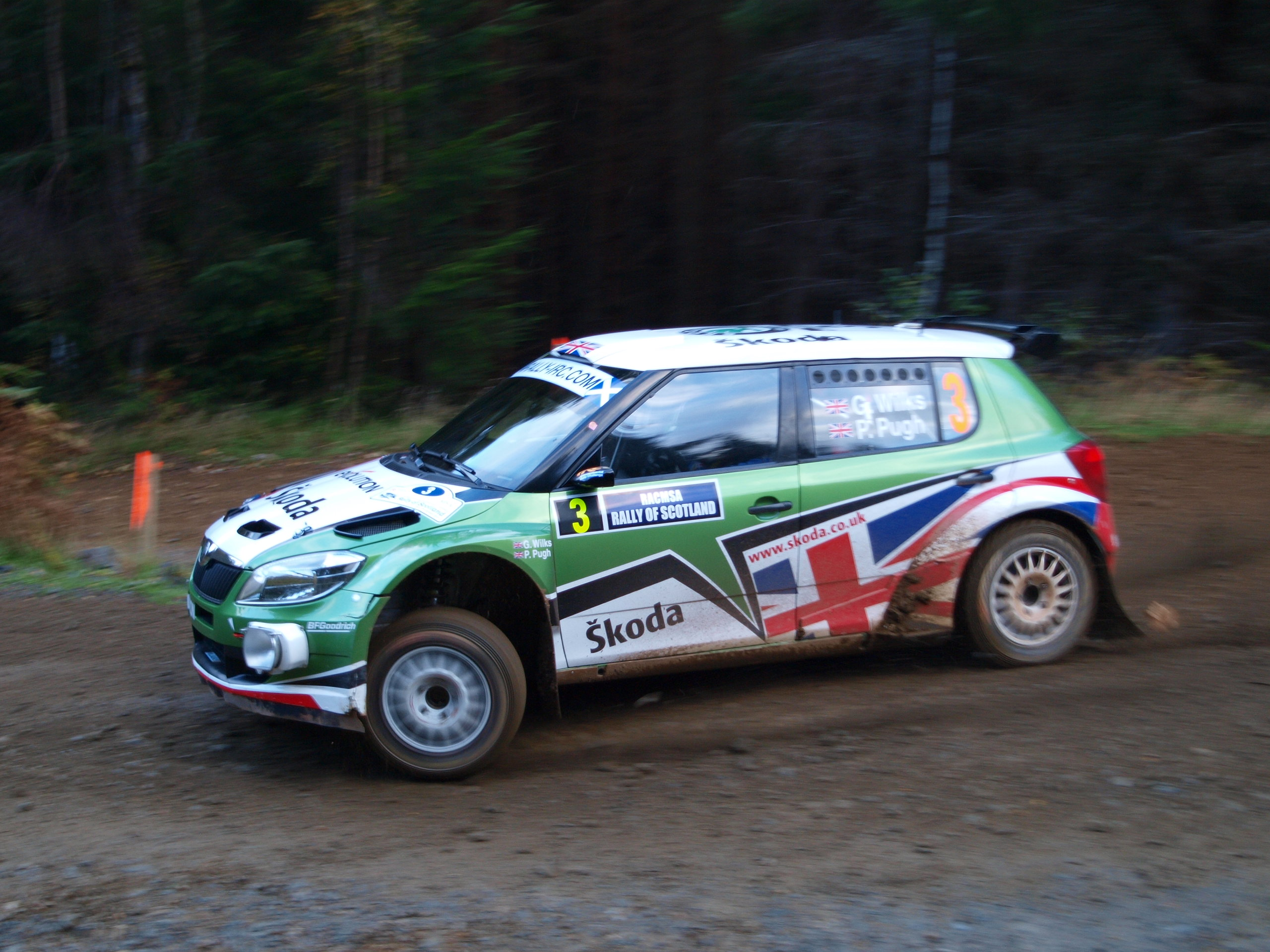
Wilks actief voor Škoda UK tijdens de Rally van Schotland in 2010

Halverwege 2009 maakte Wilks de overstap naar de Intercontinental Rally Challenge, uitkomend in een Proton Satria Neo S2000. Voor de slotronde in Schotland, verruilde hij deze auto voor een Škoda Fabia S2000 ingeschreven door de Brits Škoda importeur: Škoda UK. Hij eindigde in eerste instantie als tweede achter Kris Meeke, maar omdat die gediskwalificeerd werd won Wilks de rally. In 2010 zou hij oorspronkelijk een volledig seizoen afwerken met Škoda. In de eerste vijf rondes behaalde hij drie keer een podium resultaat, maar in Sardinië verongelukte hij, en liep hierbij fracturen op in de onderrug, waardoor hij de drie daaropvolgende rondes moest missen. Hij eindigde het kampioenschap uiteindelijk als zesde.
In 2011 maakte hij overgang naar een Peugeot 207 S2000 van Peugeot UK, die voorheen succesvol waren in het IRC met Kris Meeke. Hij begon het seizoen goed met een derde plaats in Monte Carlo. Dit bewees zijn enige podium resultaat van het seizoen te zijn. In de laatste vijf rondes wist Wilks in geen enkel geval de finish te halen, en eindigde het seizoen uiteindelijk teleurstellend als zevende in de titelstrijd.